# كلية إيفلين للإناث
كلية إيفلين للإناث، أو كلية إيفلين اختصاراً، هي كلية للبنات كانت تابعة جامعة برنستون في برينستون (نيو جيرسي)، عملت بين عامي 1887 و1897. وهي أول كلية مخصصة للإناث في ولاية نيوجيرسي.

## خلفية
أنشأ كلية إيفلين رجل دين يدعى جوشوا هول مكلفين، وهو أحد خريجي جامعة برينستون وأستاذ سابق فيها. سمى الكلية بهذا الاسم نسبة لجون إيفلين واستطاع توظيف مدرسين فيها من أعضاء هيئة التدريس في برينتسون ومنهم وودرو ويلسون وهنري فاين. هيلين ماجيل وايت هي أول امرأة في الولايات المتحدة تحصل على دكتوراه وقد درّست في كلية إيلفين أيضاً. كانت الكلية تحتل مبنيين، أحدهما في موقع الكلية نفسها والثاني يقع في الركن الجنوبي من شارع ناساو وشارع هاريسون.

## الطلاب
لم يكن الجسم الطلابي في كلية إيفلين يتجاوز 50 طالبة في السنة الواحدة، وكان مكوناً من طالبات عضوات وأخوات طلاب المراحل الجامعية. وصفت الطالبات أنفسهن بوصف «البرتقالي والأبيض» إشارة إلى ألوان الجامعة.
كانت نسبة الطلاب إلى الطالبات في جامعة برنستون 1-50، لذا تعرضت الطالبات في كلية إيفلين لمضايقات كثيرة من الطلاب الذكور. لذا تم توظيف عناصر من الشرطة للحفاظ على بقاء الرجال خارج حرم الكلية؛ لكن على الرغم من ذلك، كان الطلاب الذكور يقفون أمام البوابات ويهتفون للطالبات للسماح لهم بالدخول. أشيع أن طلاب وطالبات برينستون كانوا يلتقون في البيوت المهجوة، هذه السمعة السيئة تسببت في حظر بعض العائلات ذهاب بناتهن إلى الكلية.

## إغلاق الكلية
عام 1896، نشرت مجلة هاربر بازار مقالة عن الكلية، مشيراً إلى نشوء كلية للإناث في ولاية محافظة، وأنه سيأتي يوم نتحدث فيه إلى أبناء وبنات برينستون على قدم المساواة.
مع ذلك، مرّت الكلية بظروف صعبة مالياً بعد ذعر العام 1893، وكافحت لاستمرار تسجيل الطالبات فيها. لكنها أغلقت بشكل دائم عام 1897 بعد وفاة مكلفين. لم يسمح للنساء بالالتحاق بجامعة برينستون مرة أخرى حتى عام 1969، عندما أصبح التعليم فيها مختلطاً.

## وصلات خارجية
- تاريخ المرأة في نيوجيرسي: طالبات كلية إيفلين مع صور
- كلية إيفلين للإناث - Princeton Weekly Bulletin
- خرائط غوغل

قالب:برينستون
‌